# Еткуль
Е́ткуль — село в Челябинской области, административный центр Еткульского района, в 42 км к югу от областного центра города  Челябинска, в 20 км от железнодорожной станции Еманжелинка. Население 6376 жителей. Входит в состав агломерации Большой Челябинск.
Расположено на западном берегу озера Еткуль.
Еткуль делится на несколько микрорайонов: Центр, Совхоз, Шанхай, Еткульское.

## История
Еткульская крепость появилась в 1736 году как военный транзитный пункт и одновременно сторожевой.
Крепость была основана с согласия башкирского тархана Таймаса Шаимова, владельца земли на которой планировалось строительство
В награду императрица Анна Иоанновна пожаловала Шаимову саблю, а местные башкиры были освобождены от податного обложения.
 История села восходит к 1736 г. В начале мая небольшой отряд драгун вышел из Чебаркульской крепости и проследовал по долине реки Коелги подыскивать «крепкие места позади башкирских жил» под крепости на древних дорогах. Они осмотрели множество озёр и от озера Йеккуль ушли к переправе Акташ на реке Миасс строить мост (ныне здесь стоит село Миасское). На озере запланировали построить крепость под литерой «А». Сначала её назвали соответственно озеру Йеккульской, потом переименовали в Эткульскую, позднее — в Еткульскую. Через год заложили крепость. Кто же воплотил план в жизнь? Сведения об этом находим в ответах воеводы Исетской провинции Петра Бахметева на вопросы анкеты русского историка и путешественника Г. Ф. Миллера. Весной 1742 г. воевода отрапортовал обо всех вновь построенных придорожных крепостях. О Еткульской крепости сказано: «Эткульская — в левой стороне от дороги Оренбургской. Построена в 737 году в июле м-це полковником г-дином Арсеньевым, строением земляная…». Более точной даты закладки крепости в архивных документах не обнаружено. Известно, что 7 июля 1737 г. крепость уже строилась. Предположительно, она была заложена 1-3 или 5 июля (вторник). Сохранилось её описание, сделанное поручиком Левцовым в ответах на анкету для натуралиста и путешественника И. Г. Гмелина, во время пребывания последнего в Еткульской крепости. Анкета датирована 25 июня 1742 г. Эти сведения Гмелин приводит в своей книге «Путешествие по Сибири», изданной в Геттингене в 1752 г. на немецком языке: «22 июня… около 10 часов прибыл в Иткульскую крепость… Ит-куль — это озеро… на его западной стороне, почти посередине находится Иткульская крепость, построенная в виде правильного четырёхугольника в 60 саженей, который с каждой стороны имеет бастион. Насыпь сделана из земли, за ней имеется ещё глубокий ров, а за ним рогатки. Посередине восточной и западной стены — башни с бойницами и подъездом внизу. У обеих этих стен 12 казарм, у южной — продовольственный склад, пороховой склад и помещение для приезжих офицеров …против северной стороны дом для местного командующего… для защиты крепости здесь 66 человек из регулярного ополчения и 73 — из нерегулярного. Сверх того 2 роты драгун, каждая по 100 человек. К северу от крепости 141 двор, 6 из которых заселены драгунами, в остальных проживают крестьяне… здесь уже 365 крестьян…». 
Краевед И. В. Дегтярев разыскал 2 списка крестьян, пожелавших поселиться в крепости на правах городовых казаков. Всего 72 семьи в составе 345 душ. Из Казанской губернии прибыло 6 семей, из Рижской — 4, из Сибирской — 49 семей. В казаки зачислено 46 рекрутов, не попавших в Оренбургский драгунский полк. Они были переселены в крепость с семьями. Фамилии многих первопоселенцев сохранились в названиях селений, озёр, урочищ и других природных объектов. В крепости за первые 3 года была построена Богоявленская церковь, имя священника Ивана Васильева упоминается в 1748 г.
Казаки крепости сопровождали обозы, чиновников, служили на границе и участвовали в военных кампаниях, занимались разными промыслами, животноводством и хлебопашеством, добывали глину для изготовления фарфора в столице империи. При пашнях и мельницах сначала появились полевые избушки и заимки, часть которых превратилась в деревни. По данным церковных ведомостей, в начале 1781 г. при крепости существовали деревни Печенкина, Аткульская, Барсукова, Кузнецова, Шеломенцова, Селезянская, Калачёва, Подборная, Караблёва и Коркина.
По результатам 5-й Генеральной ревизии 1795 г. учтено 23 деревни. В Еткульской крепости кроме казаков жили отставные солдаты с семьями. Крепость относилась к 1-му кантону Оренбургского казачьего войска, позднее получила статус станицы. По закону от 12 декабря 1840 г. станичники были причислены к 8-му полку ОКВ, затем к 11-му полку. В посемейном списке Еткульской станицы 1840 г. указано, что в деревне Барсуковой жил 102-летний первопоселенец Еткульской крепости Козма Матвеев, сын Плотников. Всего в станице учтено 712 семей с 1936 душами мужского пола и 2210 душами женского пола. Во 2-й половине XIX в. казаки числились в 3-м военном отделе ОКВ. По данным статистических отчетов в 1889 г. в Еткуле имелись каменная церковь, 2 школы, 333 двора, 1422 жителя. При межевании в 1893 г. за Еткулем закрепили пашенной земли 11334 десятины, лугов 551 десятину, леса и кустарников 3214 десятин, выгона 691 десятину 144 сажени, всего удобной и неудобной земли 16414 десятин.
В начале августа 1919 года в Еткуле была установлена советская власть. С 1926 года, с перерывами, село являлось центром Еткульского района. В 1929 году был организован колхоз им. С. М. Кирова. В годы Великой Отечественной войны еткульцы стали инициаторами сбора средств на танковую колонну «Челябинский колхозник». В 1957 году в селе была размещена центральная усадьба и отделение совхоза «Еткульский».

## Население
| 1970  | 1979  | 1989  | 2002  | 2010  | 2011  | 2012  |
| ----- | ----- | ----- | ----- | ----- | ----- | ----- |
| 4312  | ↗5358 | ↗5689 | ↗6208 | ↗6760 | ↗6762 | ↗6802 |
| 2013  | 2014  | 2015  | 2016  | 2017  | 2018  | 2019  |
| ↘6717 | ↘6706 | ↘6703 | ↗6731 | ↗6740 | ↘6680 | ↘6613 |
| 2020  | 2021  | 2023  |       |       |       |       |
| ↗6678 | ↘6343 | ↗6376 |       |       |       |       |

Русские 85%, башкиры 6%.

## Экономика и социальная сфера
В настоящее время в селе действуют сельскохозяйственный производственный кооператив «Еткульский», ремонтно-техническое предприятие, дорожно-строительный участок, нефтеперекачивающая станция, автоколонна № 4 Еманжелинского автотранспортного предприятия, хлебозавод, сыродельный и молочный заводы, предприятие по производству минеральной и газированной воды, 2 лесхоза, бытовые и торговые предприятия, средняя школа, детская школа искусств, районный дом детского творчества, детско-юношеский клуб физической подготовки, дом культуры, районная и детская библиотеки, 3 детских сада, больница, поликлиника, краеведческий музей.

## Происхождение названия
Название крепости восходит к башкирскому антропониму Эткол (баш. Этҡол — собака-помощник), несущему отпечаток древнего башкирского культа собаки, которая считалась покровителем новорождённого.
В источниках XVIII в. крепость называется Иткуль, Эткуль, Ыткуль. В русском языке название было переосмыслено по аналогии с многочисленными южноуральскими топонимами типа Чебаркуль, Карагайкуль и т. д., где -куль означает озеро.

## Религия
Православные храмы
- Церковь Богоявления Господня

Мечети
- Мечеть

## Знаменитые уроженцы
- Севастьянов, Сергей Никанорович (1863—1907) — историк, есаул Оренбургского казачьего войска, член Оренбургской ученой архивной комиссии.